# Cretanallachius magnificus
Cretanallachius magnificus — викопний вид сітчастокрилих комах вимерлої родини Kalligrammatidae, що існував у крейдовому періоді, 99 млн років тому. Описаний у 2015 році по екзоскелету, що виявлений у шматку бірманського бурштину. Спершу вид віднесли до родини Dilaridae через його гребенеподібні вуса. Проте у 2018 році Cretanallachius з низкою інших сітчастокрилих згрупували у підродину Cretanallachiinae та віднесли до родини Kalligrammatidae, ґрунтуючись на жилкуванні крил.
Хоботок Cretanallachius не перевищував 0,4-1 мм. На думку дослідників, ці комахи могли відвідувати дрібні квітки рослин з вимерлої родини Pentoxylaceae, а також деяких бенетитів.

## Оригінальна публікація
- D. Y. Huang, D. Azar, C. Y. Cai, R. Garrouste, and A. Nel. 2015. The first Mesozoic pleasing lacewing (Neuroptera: Dilaridae). Cretaceous Research 56:274-277